# 문경 선성김씨 고택
문경 선성김씨 고택은 대한민국 경상북도 문경시 산북면 내화리에 있다. 2017년 4월 26일 문경시의 보호문화유산 제3호로 지정되었다.

## 개요
선성김씨 고택은 1600년대에 건립된 사족의 전통주거형식을 갖춘 전통 건축물로 내화리에 세거하는 선성김씨는 문과 급제자 6명을 배출한 명문사족이며 문경 내화리 선성김씨 고택은 영남지방 사족주택의 모습 등을 파악 할 수 있는 중요한 자료이다.
선성(예안)김씨 제16세 증, 호조참판 김단(1610~1680)의 처부 권극해가 1600년경에 건립하였으며 큰 변화없이 당시의 건축 형식과 배치를 그대로 반영하고 있어 그 가치가 매우 높다고 할 수 있다.
선성김씨 고택은 1600년대에 건립된 사족의 전통주거형식을 갖춘 전통 건축물로 내화리에 세거하는 선성김씨는 문과 급제자 6명을 배출한 명문사족이며 문경 내화리 선성김씨 고택은 영남지방 사족주택의 모습 등을 파악할 수 있는 중요한 자료이다.